# Эспарцет рогатый
Эспарцет рогатый (лат. Onobrychis cornuta) — вид многолетних растений рода Эспарцет (Onobrychis) семейства Бобовые (Fabaceae). Образует жёсткие колючие подушки. 

## Ботаническое описание

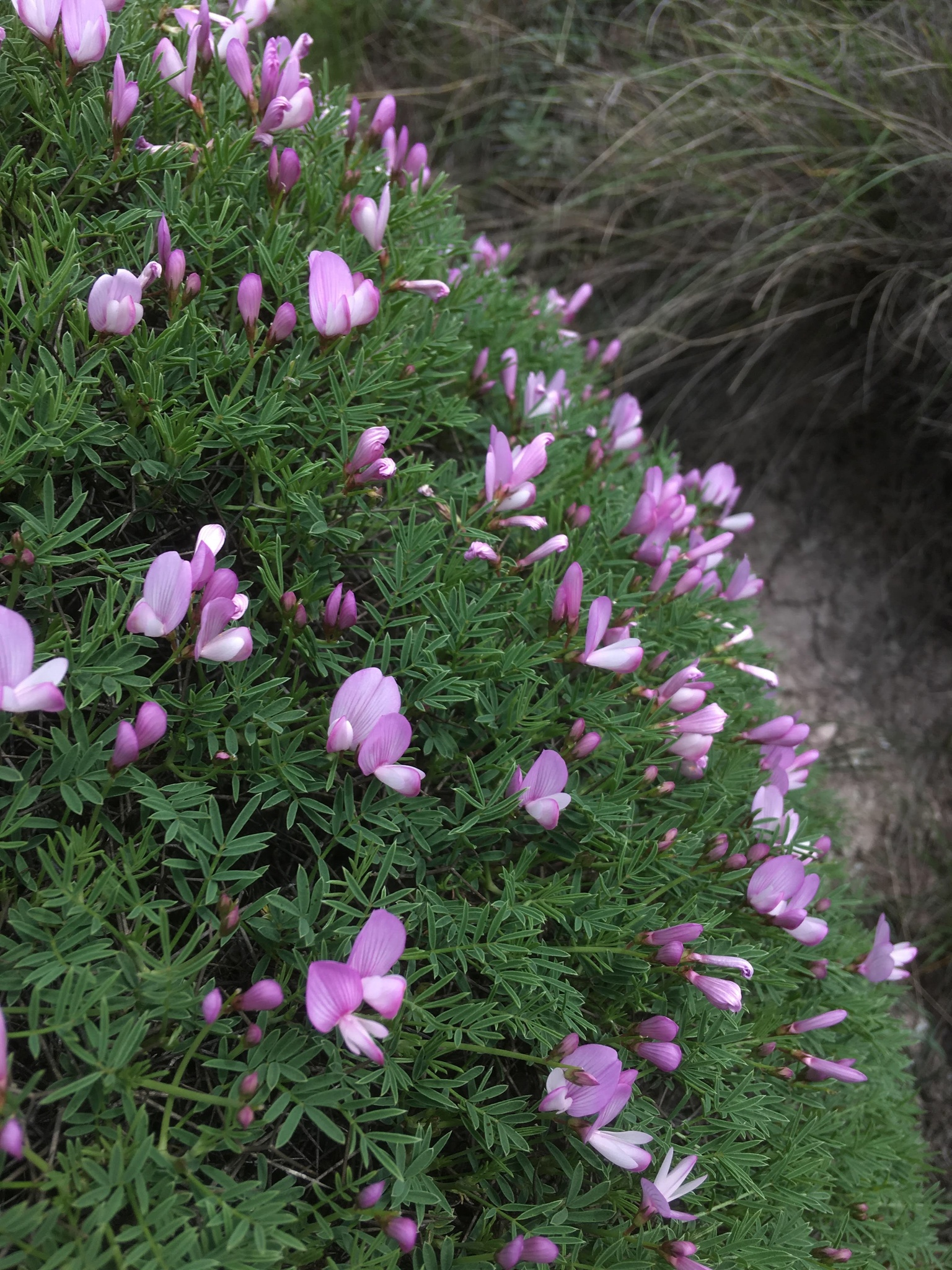
Общий вид цветущего растения

Многолетний ветвистый колючий кустарник, образующий подушки или дерновины, до 60 см в диаметре и высоте. Серо-зелёный или шелковисто-зеленовато-пушистый (f. serioea Sir.). 
Лист сложный из 4–5 листочков (по другим данным из 5–11), 5–10 мм длины, 2–5 мм ширины, линейные или линейно-ланцетные, с обеих сторон опушённые, от острых до тупых. Прилистники спаянные, перепончатые, яйцевидно-треугольные.
Соцветие — рыхлая 2–5-цветковая кисть на цветоносе. Прицветники длиной 3 мм. Чашечка 4,5–6 мм длины, зубцы почти равные, 2—2,5 мм длины. Венчик красновато-фиолетовый, лавандовый, розовый или белый. 
Плод — боб полукругло-яйцевидный, 6–8 мм дл., слабо-волосистый или почти голый; край его втрое короче диска, невооруженный.

## Распространение и среда обитания
В среднем и субальпийском поясе гор, на осыпях, каменистых и щебнистых сухих склонах. 
Вид, характерный для флоры Ирано-Туранского региона. Этот вид  встречается на территории от гор Загрос в Иране до Закавказья, проходя через горные образования, примыкающие к восточному Средиземноморью (Анатолия, Ливан).

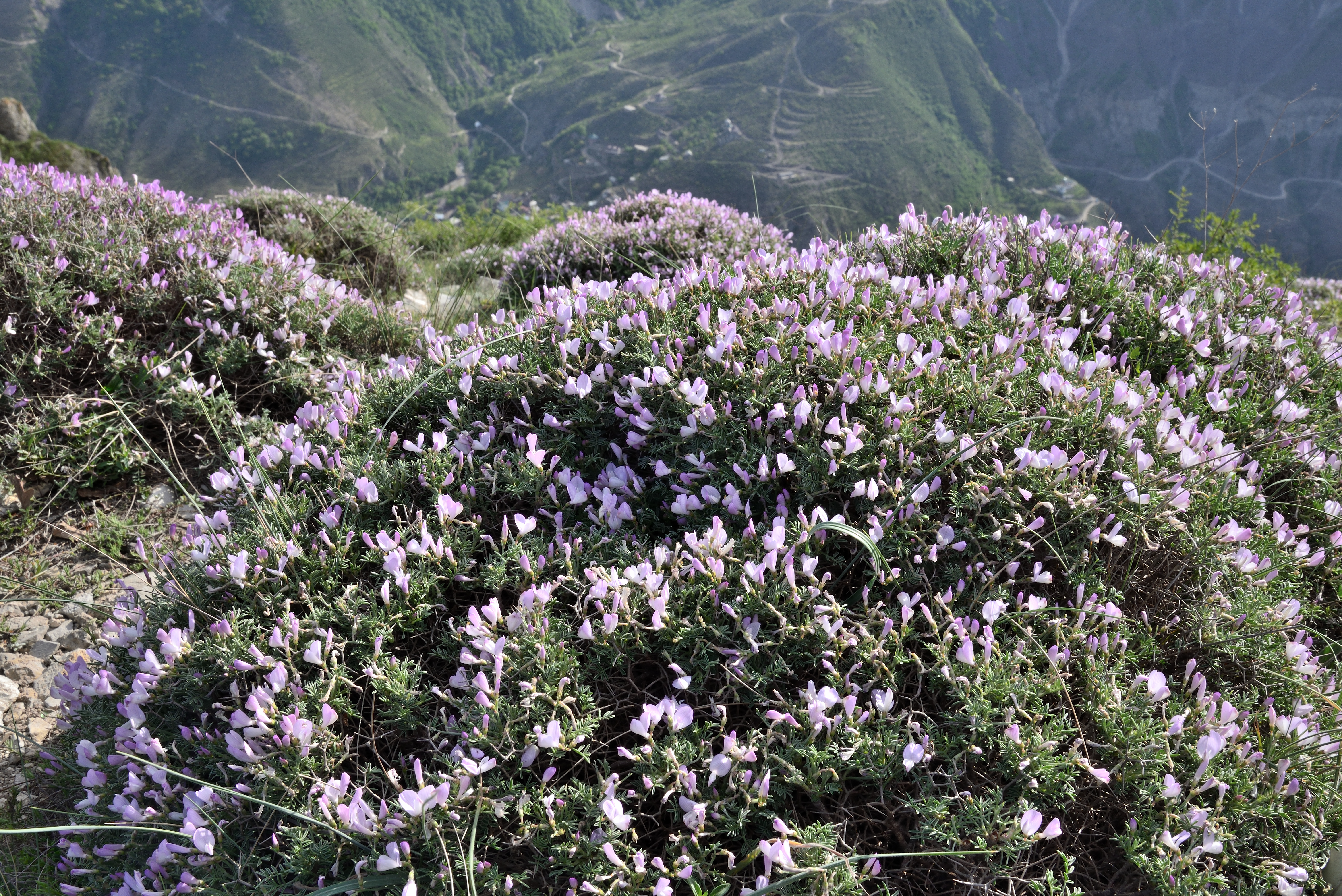
Подушки эспарцета рогатого на каменистой бровке Сулакского каньона, Дагестан

Кавказ: Дагестан, Южный Закавк., Вост. Закавк., Тал.; Средняя Азия.: Горн. Туркм., Пам.-Ал., Тянь-Шан. Общее распространение: Средиз. (вост.), Балк.-Малоаз. (Малоаз.), Арм.-Курд., Иран.

## Синонимика
Согласно базе данных GBIF на декабрь 2022 в синонимику вида входят следующие наименования:
- ≡ Dendrobrychis cornuta (L.) Galushko
- ≡ Hedysarum cornutum L..
- = Onobrychis korschinskyi Vassilcz.

## Применение
В безлесных горных районах южного Закавказья употребляется в качестве топлива (данные на 1948 год); хорошо горит и даёт много тепла.
Эспарцет рогатый может служить источником корма для крупного рогатого скота и стад овец, хотя и имеет низкие вкусовые качества из-за мелких листьев и многочисленных колючек.